# Bazilika Gospe Lichenske
Bazilika Gospe Lichenske je rimokatoličko svetište u selu Licheń Stary u blizini Konina u Velikopoljskom vojvodstvu u Poljskoj. Arhitektica je Barbara Bielecka, a bazilika se gradila u razdoblju između 1994. i 2004. godine donacijama hodočasnika. S tornjem ima 141,5 metara, što je čini jednom od najviših i najvećih crkava na svijetu.

## Povijest
Povijest postanka crkve datira iz 1813. godine, kada je Tomasz Kłossowski, poljski vojnik koji se borio pod Napoleonom u blizini Leipziga teško ranjen. Zazvao je Gospu, moleći da ne dopusti da umre u stranoj zemlji. Prema legendi, ona se pojavila noseći zlatnu krunu, u tamno crvenoj haljini, sa zlatnim plaštem, i držala bijelog orla u desnoj ruci. Gospa tješi vojnika i obećaje da će se oporaviti i vratiti u Poljsku. Tomaszu je naloženo da napraviti sliku Gospe, i staviti je na javnom mjestu, tako da "narod moli pred tom slikom, zadobije mnoge milosti iz Gospinih ruku u najtežim vremenima kušnje".
S lađom dugom 120 metara i širine 77 metara, sa središnjom kupolom visokom 98 metara i tornjem od 141,5 metra, to je najveća crkva u Poljskoj i jedna od najvećih crkvi u svijetu. Crkva je posvećena Gospi od žalosti, Kraljici Poljske čija se ikona, najvjerojatnije iz 18. stoljeća, nalazi u bazilici na glavnom oltaru. Svetište je jedno od glavnih poljskih hodočašničkih mjesta.
Papa Ivan Pavao II. blagoslovio je baziliku 1999. godine.

## Simbolika
Do bazilike vode 33 stepenice, koje se odnose na godine Kristova života na Zemlji. Na bazilici se nalazi 365 prozora, koji simboliziraju broj dana u jednoj kalendarskoj godini, 52 ulazna vrata simboliziraju broj tjedana u jednoj kalendarskoj godini te 12 skulptura simbolizira dvanaest apostola.
Prema arhitektonskom planu, bazilika podsjeća na zlatno polje kukuruza. To se ogleda u uređenju prostora i trga ispred bazilike te arhitekture same bazilike. Prozori su zlatno-jantarne boje.

## Galerija
- Pogled na glavni oltar gdje je ikona Gospe Lichenske
- Bazilika iznutra
- Pogled na oltar s velikim raspelom.
- Bazilika iznutra
- Toranj bazilike.
- Pogled na baziliku.

## Vanjske poveznice

### Sestrinski projekti
|  | Zajednički poslužitelj ima još gradiva o temi Bazilika Gospe Lichenske |

### Mrežna sjedišta
- Bazilika Gospe Lichenske – Službene stranice (polj.)
- skyscraperpage.com – Drawings of Sanctuary of Our Lady of Lichen (engl.)